# Hélène Monastier
Hélène Monastier, née le 2 décembre 1882 à Payerne et décédée le 7 mars 1976 à Lausanne, est une enseignante vaudoise. Elle fut une personnalité marquante des Socialistes chrétiens, du Service civil international et de la Société religieuse des Amis (quakers) en Suisse romande.

## Biographie
Hélène-Sophie Monastier naît le 2 décembre 1882 à Payerne, dans le canton de Vaud. Elle est originaire de Lausanne. Son père, Charles Monastier, est pasteur et bibliothécaire ; sa mère est née Marie Louise Gonin.
Elle a un frère, Louis, de 12 ans son aîné. En 1893, son père accepte un poste de bibliothécaire à la Faculté de théologie de l'Église libre du canton de Vaud, à Lausanne ; elle entre alors à l'École Vinet, institution privée fréquentée par les filles des familles protestantes et libérales.
Sa formation religieuse se fait lors du culte en famille, à l'école du dimanche et surtout à l'École Vinet. Elle vit parfois ce qu'elle nomme des « moments de grâce », des « traces de vie mystique ».
Elle vivra toute sa vie avec une jambe paralysée à la suite d'une poliomyélite contractée à l'âge de deux ans. L'attitude de ses parents facilita son enfance, mais elle souffrit de son infirmité à l'adolescence. Une opération tentée lorsqu'elle a 27 ans n'apporte pas d'amélioration notable. Cependant son ami Samuel Gagnebin lui donne à cette occasion des extraits de la Prière pour demander à Dieu le bon usage des maladies de Pascal, et elle en est transformée. Dès lors elle « se considère comme guérie ».
Elle suit une formation d'institutrice en Allemagne, à Lausanne, en Angleterre. Elle découvre les conditions de vie des ouvriers, le chômage, la lutte des classes et le socialisme.
Hélène Monastier est institutrice à l'École Vinet de 1904 à 1943. Dès 1905, elle donne en outre des cours à de jeunes apprenties et ouvrières à la Maison du peuple, et découvre ainsi la condition des défavorisés. Elle fait la connaissance des socialistes chrétiens lors d'une conférence de Paul Passy à Lausanne, et contribue à créer un groupe local. Elle deviendra en 1914 la première présidente de la Fédération romande des socialistes chrétiens, ce qui étonne dans la société d'alors, une femme à la tête d'une organisation politique. Elle participe aux cortèges du 1er mai et fréquente les anarchistes et les libre penseurs. Par deux fois la direction de l'École Vinet lui confirme sa confiance et la retient, alors qu'elle présente sa démission par crainte que ses activités militantes ne gênent la réputation de l'école (certains parents s'étaient inquiétés).

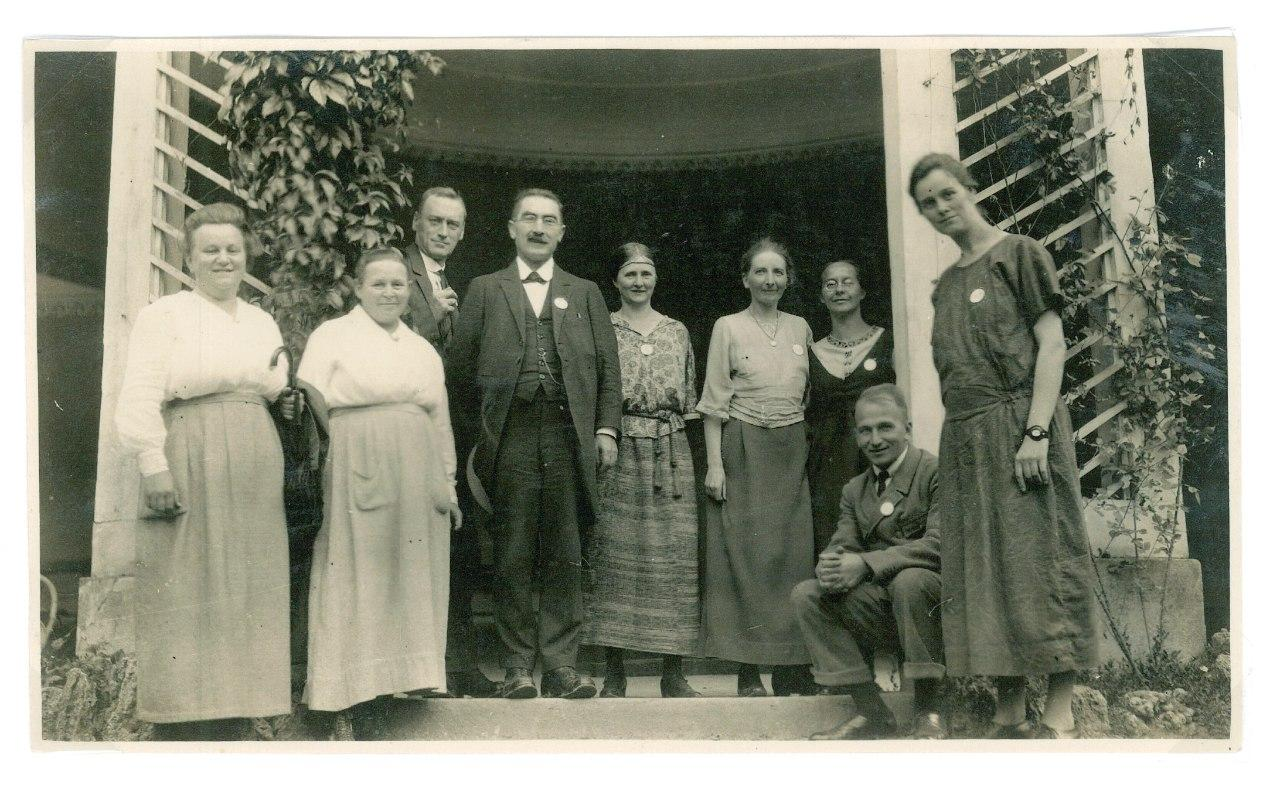
Pierre Cérésole (3e depuis la gauche), Leonhard Ragaz (4e), et Hélène Monastier (6e), lors d’une conférence de la Réconciliation à Bad Boll en 1924.

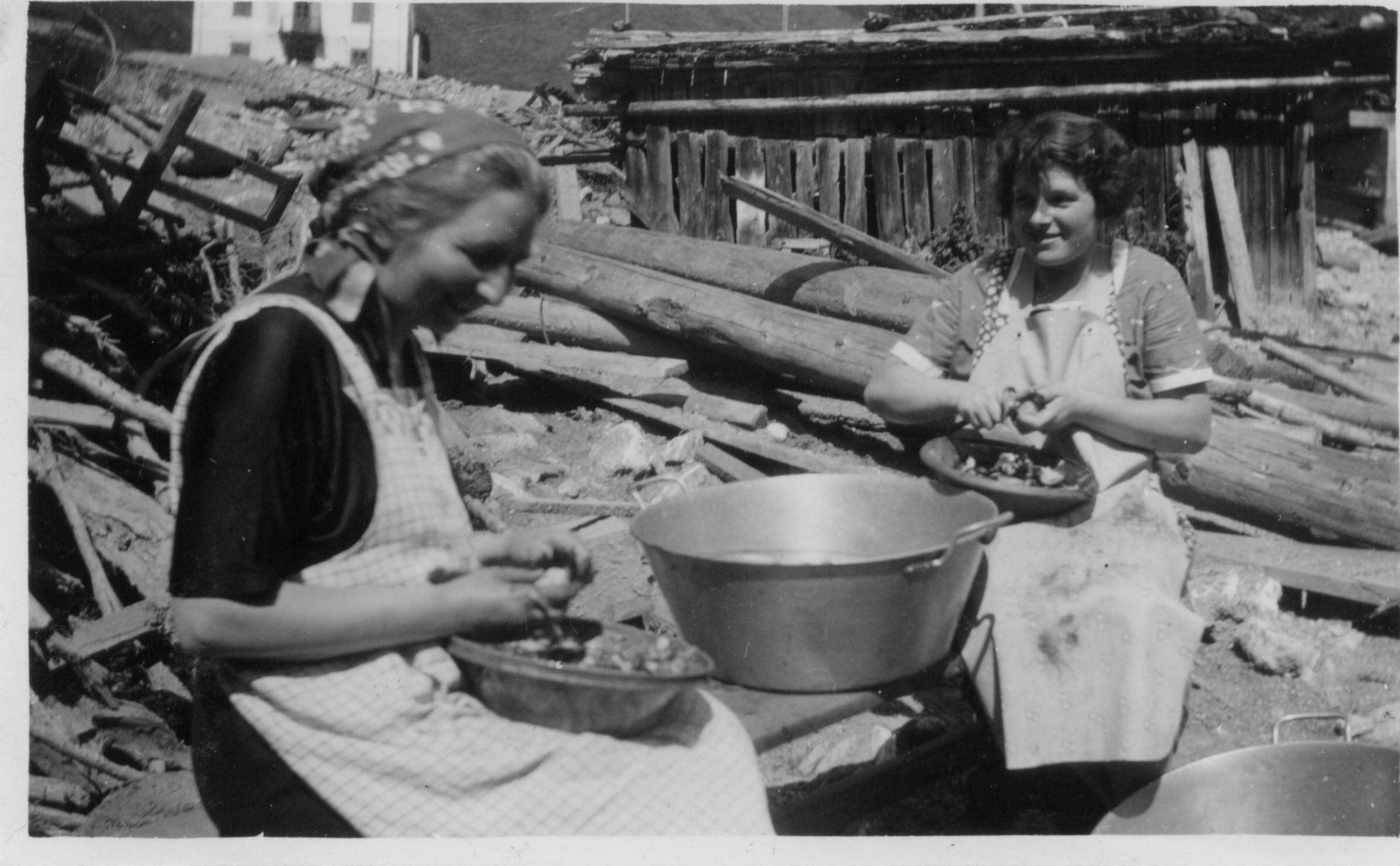
Sur un chantier du Service civil international à Safien (à gauche), en 1932.

Pendant la Première Guerre mondiale, elle se lie avec Leonhard et Clara Ragaz et tente de faire connaître le mouvement religieux de Ragaz en Suisse romande. Elle rencontre Pierre Ceresole en 1917 et s'engage avec enthousiasme dans le pacifisme. Elle collaborera étroitement avec lui jusqu'à son décès en 1945, participant à la création du Service civil international (SCI). Elle est « la plus active, la plus assidue et la plus convaincue des collaboratrices » du SCI et sera aussi sa présidente internationale dans les années 1940.
Elle participe aux camps de Vaumarcus (Centre de rencontres, de formation et de vacances des Unions chrétiennes de jeunes gens).
Par l'intermédiaire de son frère et de Pierre Ceresole, Hélène Monastier fait connaissance des quakers. Elle étudie le quakerisme pendant quelques années, et découvre que « s'il laisse tomber les symboles et signes extérieurs, c'est pour aller directement à l'essentiel : à la substance. Il supprime les intermédiaires et met chaque croyant en face de Dieu ». À 50 ans, en 1932, elle devient membre de la Société religieuse des Amis (quakers). Avec René et Rösli Mingard, elle crée un petit groupe quaker à Lausanne. Elle sera clerk de la branche suisse durant six ans, et éditrice du bulletin « Entre Amis ».
Hélène Monastier participe en 1954-1955 à la fondation du comité lausannois de l'Aide suisse aux régions extra-européenne, qui deviendra Helvetas.

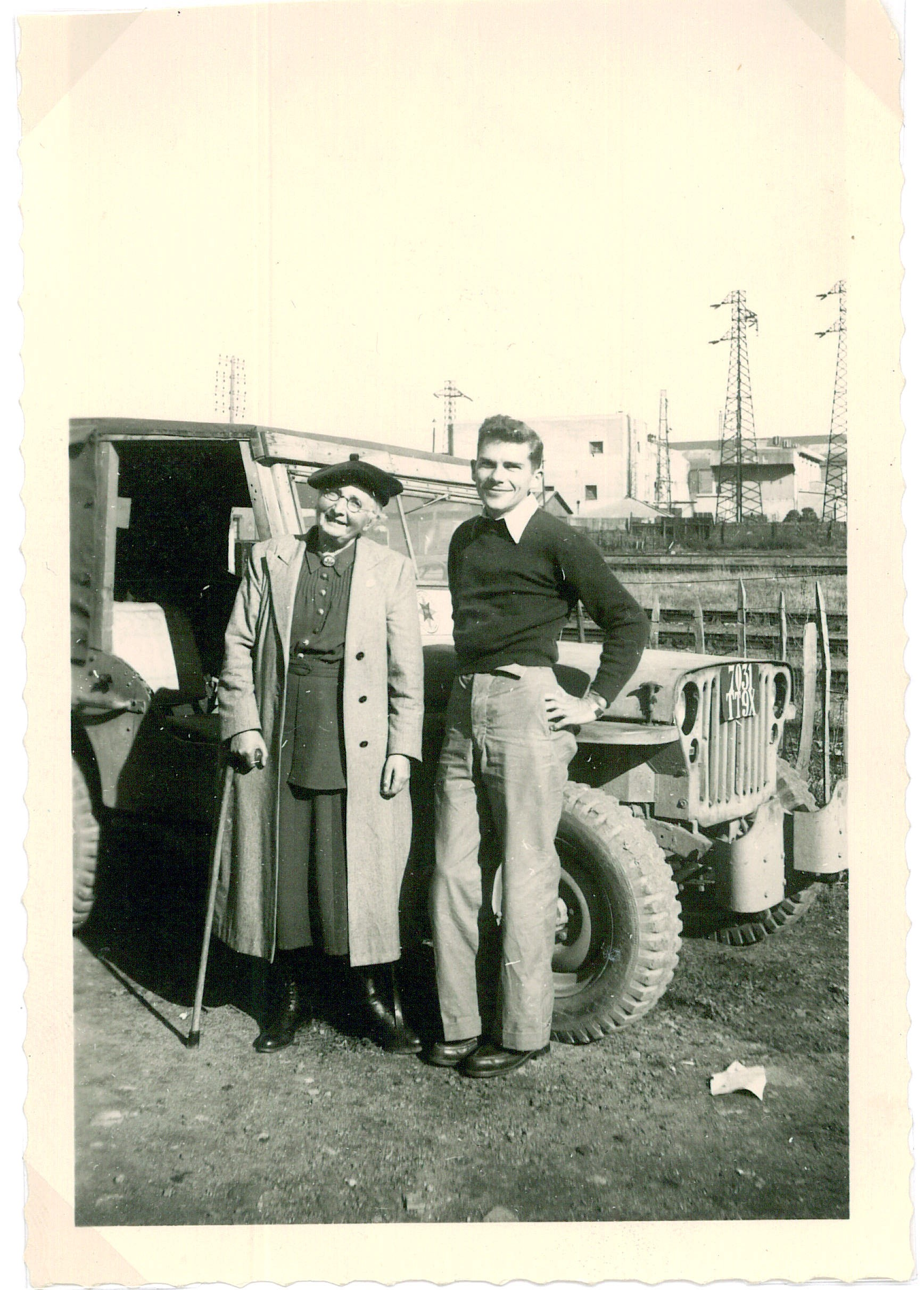
Hélène Monastier en 1950 pose devant voiture portant le symbole du secours quaker (sur le pare-brise, une étoile).

À la retraite, dès 1943, Hélène Monastier se consacre à l'écriture. Elle rédige des biographies de Pierre Ceresole et l'historique du Service civil international.

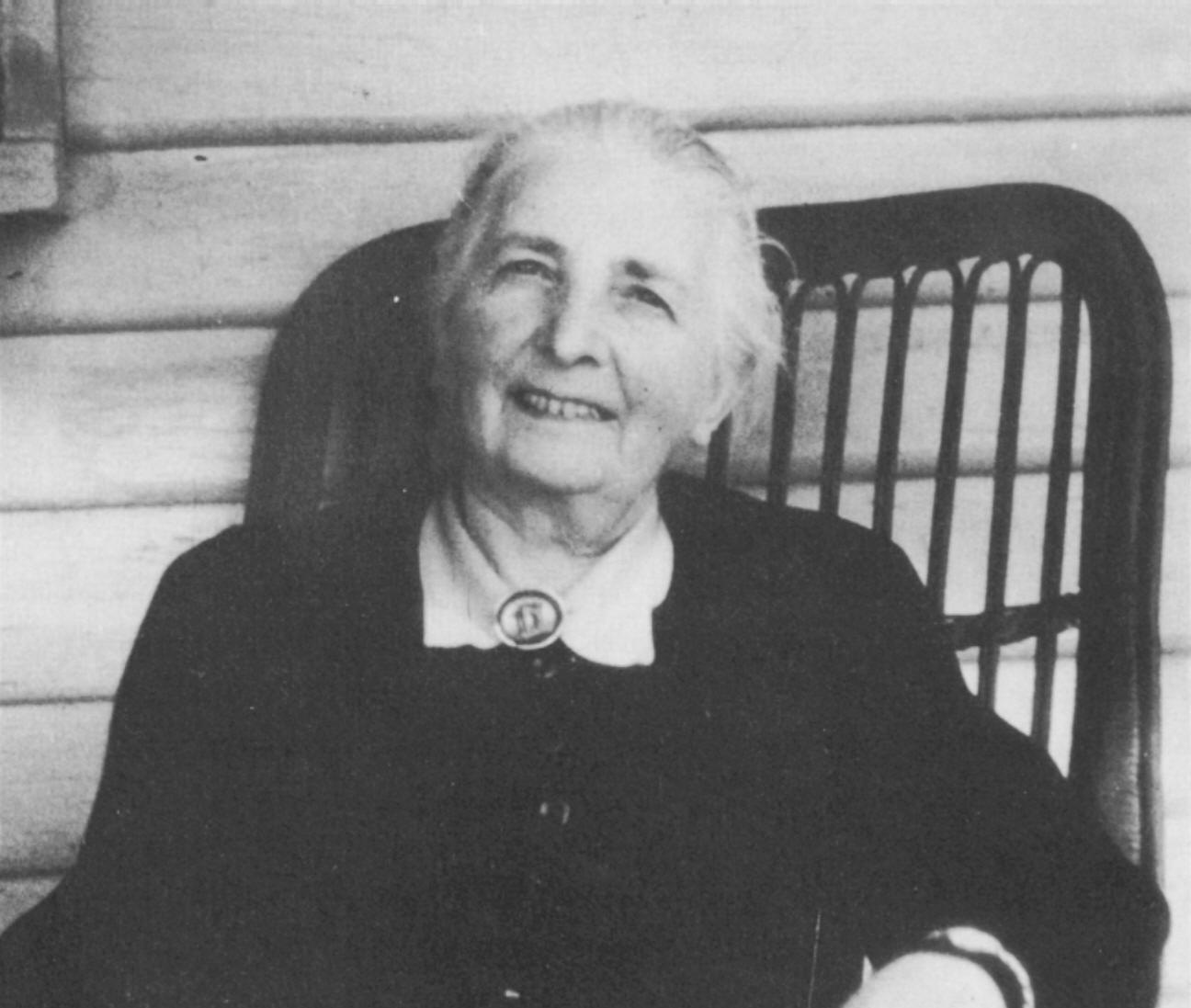
Hélène Monastier en 1970.

En 1975, elle entre à la maison de retraite de Béthanie, à Lausanne, où elle décède en 1976.

## Personnalité
Hélène Monastier est décrite comme une éducatrice née, « ayant le don de faire sortir de chacun de ses élèves le meilleur, par son respect de la personnalité des enfants », son amour et sa sévérité. « Dotée d'un cerveau de PDG, elle en possédait tous les atouts : grande clarté de pensée, rapidité de décision, sens inné de l'organisation, bonne plume et beaucoup d'humour ».

## Hommages
Le 3 octobre 2003, une plaque commémorative en son honneur est placée à Lausanne (Pré-du-Marché 15).
| Hélène Monastier, 1882-1976 |
| Élève de l’École Vinet, elle y restera comme enseignante jusqu’en 1943. Intéressée par les activités de la Maison du Peuple, elle s’y engage comme animatrice et participe aux réunions du groupe lausannois des socialistes chrétiens. Ardente pacifiste, elle soutient les objecteurs de conscience ; elle est très active dans le Service civil international ainsi que chez les Quakers. C’est ici que s’élevait la maison où elle vécut pendant près de 50 ans. |

En 2023, la route de Bel-Air, à Lausanne, est rebaptisée « route Hélène-Monastier » en son honneur.

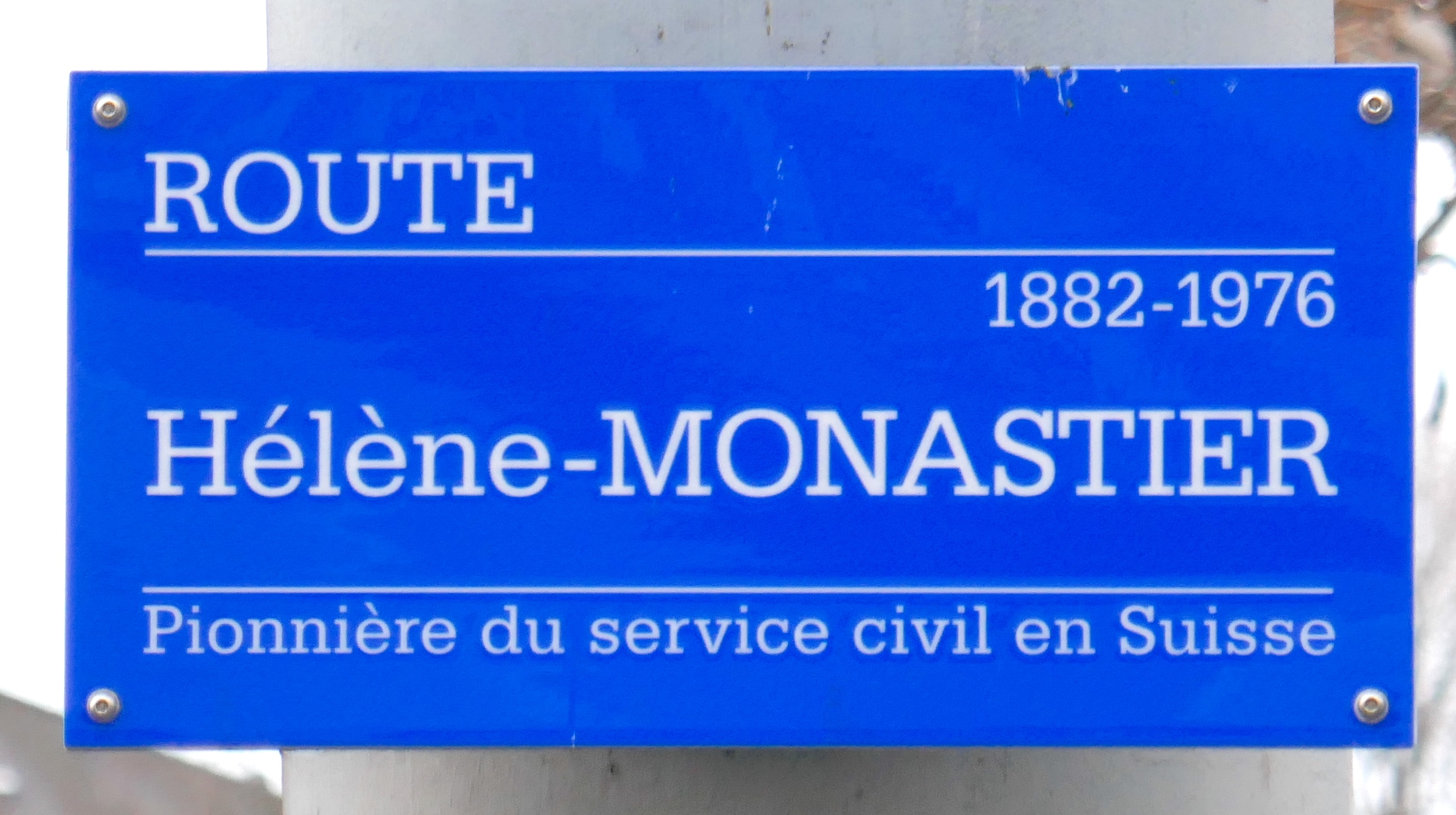

## Publications
- Hélène Monastier, « Le mouvement religieux de la Suisse allemande », in Revue de théologie et de philosophie, Lausanne, 1916
- Hélène Monastier, « Leonard Ragaz, quelques aspects de sa pensée et de son œuvre », in Le Christianisme social, 1922
- Louis Monastier-Schroeder et Hélène Monastier, William Penn, 1644-1718, Genève, Labor et Fides, 1944 (réimpr. 1967), 159 p.Avec une étude d'Edmond Privat sur William Penn, homme d'État
- Hélène Monastier, Pierre Ceresole : Un quaker d’aujourd’hui, Paris, Société religieuse des Amis (Quakers), 1947, 43 p.
- (de) Hélène Monastier, Pierre Ceresole : Ein Kämpfer für den Frieden, Wien, Sensen, 1950, 32 p.
- Textes de Hélène Monastier et Pierre Cérésole... [et al.], Lausanne, A. Diez, 1954, 195 p.
- Hélène Monastier, Edmond Privat, Lise Ceresole...(et al.), Pierre Ceresole d'après sa correspondance, Neuchâtel, À la Baconnière, 1960, 251 p.Suivi d'une étude sur Pierre Ceresole, mathématicien, par Samuel Gagnebin. Reproduit de nombreuses lettres adressées à Hélène Monastier.
- Hélène Monastier, Paix, pelle et pioche : histoire du Service civil international de 1919 à 1954, Lausanne, La Concorde, 1955, 144 p.
- Hélène Monastier, Pierre Cérésole : le plus grand parmi nous, celui qui sert, Paris, Société religieuse des Amis (Quakers), 1960, 20 p.
- Hélène Monastier, Alice Brügger, Paix, pelle et pioche : histoire du Service civil international de 1919 à 1965, [S.l.], Service civil international, 1966, 167 p.

Autobiographie
- Hélène Monastier, Mon itinéraire spirituel : Une longue route qui m'a amenée au Quakerisme, [Société religieuse des Amis, Assemblée de Suisse], 1968, 15 p. (lire en ligne). Cette autobiographie a été lue à une retraite à la Prise-Imer (Neuchâtel), en septembre 1964, puis dactylographiée en mars 1968.

## Sources
- L'autobiographie Mon itinéraire spirituel mentionnée plus haut (1964).
- Violette Ansermoz-Dubois, Hélène Monastier : Salut et joie ! : centième anniversaire de sa naissance, Lausanne, 1982, 48 p.
- sous la dir. de Corinne Chaponnière, Femmes en guerre, femmes de paix : catalogue de l'exposition inaugurée le 12 novembre 2002 à Genève (UniMail), Genève, Atoutexte, 2002, 92 p., « Hélène Monastier »
- Corinne Dallera et Nadia Lamamra, Du Salon à l'Usine : vingt portraits de femmes : Un autre regard sur l'histoire du Canton de Vaud, Le Mont-sur-Lausanne, CLAFV - ADF Ouverture, 2003, 280 p., « Hélène Monastier »
- Simone Chapuis, « 3 octobre 2003 : Hélène Monastier », in Terres Civiles (bulletin du Centre pour l'action non-violente), Lausanne, no 23, décembre 2003, p. 10 : discours à l’occasion de la pose, à Lausanne, d’une plaque commémorative en l’honneur d’Hélène Monastier. [lire en ligne]
- J.-F. Martin, « Notre première présidente romande : Hélène Monastier (1882-1976) », in L'Espoir du Monde, Bulletin des socialistes chrétiens, no 118, janvier 2004, p. 5. [lire en ligne]